# Еколошка сертификација
Еколошка сертификација је процес сертификовања произвођача еколошке хране и еколошких пољопривредних производа. Различити послови могу бити сертификовани, на пример снабдевање семеном, ресторани, продавнице, производња хране. 
Услови за сертификацију се разликују од државе до државе. Углавном су то стандарди производње који се односе на узгој, складиштење, прераду, паковање и дистрибуцију.
Неки од услова:
- избегавање вештачког хемијског третирања (ђубрива, пестициди, антибиотици, адитиви), генетички модификованих организама, озрачивања и употребе отпадног муља.
- употреба земље која није третирана вештачким хемикалијама неколико година (најчешће три и више)
- писана детаљна евиденција производње
- стриктно физичко одвајање еколошких производа од несертификованих
- периодичне иснпекције

У неким државама сертификацију надгледа власт, а комерцијална употреба термина еколошки је законски ограничена. Сертификовани еколошки произвођачи подлежу истим пољопривредним, безбедносним и осталим прописима који се примењују и на несертификоване произвођаче.